# Elbe-Werkstätten
Die Elbe-Werkstätten GmbH ist ein Hamburger Unternehmen, das Menschen mit Behinderung mehr als 3000 Arbeitsplätze insbesondere, aber nicht ausschließlich, in eigenen Betriebsstätten anbietet. Rund ein Drittel der Elbe-Werkstätten-Beschäftigten arbeiten mittlerweile in Außenarbeitsgruppen oder auf ausgelagerten Einzelarbeitsplätzen in Unternehmen des allgemeinen Arbeitsmarktes.  

## Geschichte
Anfang der 1980er-Jahre entwickelte sich unter dem damaligen Senator Ortwin Runde in der Hamburger Sozialbehörde die Idee zur Gründung der Elbe-Werkstätten GmbH. Am 29. Mai 1986 erfolgte diese. Das öffentliche Unternehmen entstand aus der Winterhuder Werkstätten GmbH, die seit 1958 in Hamburg existierte. Neben der Winterhuder Werkstätten GmbH und der 1974 gegründeten Hamburger Werkstatt GmbH bildete die Elbe-Werkstätten GmbH das dritte städtische Unternehmen, welches Arbeitsplätze für Menschen mit Behinderung anbot. Im Jahr 2010 erfolgte ein Zusammenschluss der städtischen Werkstattbetriebe für Menschen mit Behinderung. Die Hamburger Werkstatt GmbH und die Winterhuder Werkstätten GmbH fusionierten im September 2011 unter dem Dach der Elbe-Werkstätten GmbH. Auch die Hamburger Werkstatt für Erwerbsbeschränkte wurde 2010 als Tochtergesellschaft eingegliedert.
Von 2010 bis zu seiner Berufung in den Senat 2011 war Detlef Scheele Geschäftsführer der Elbe-Werkstätten.

## Standorte

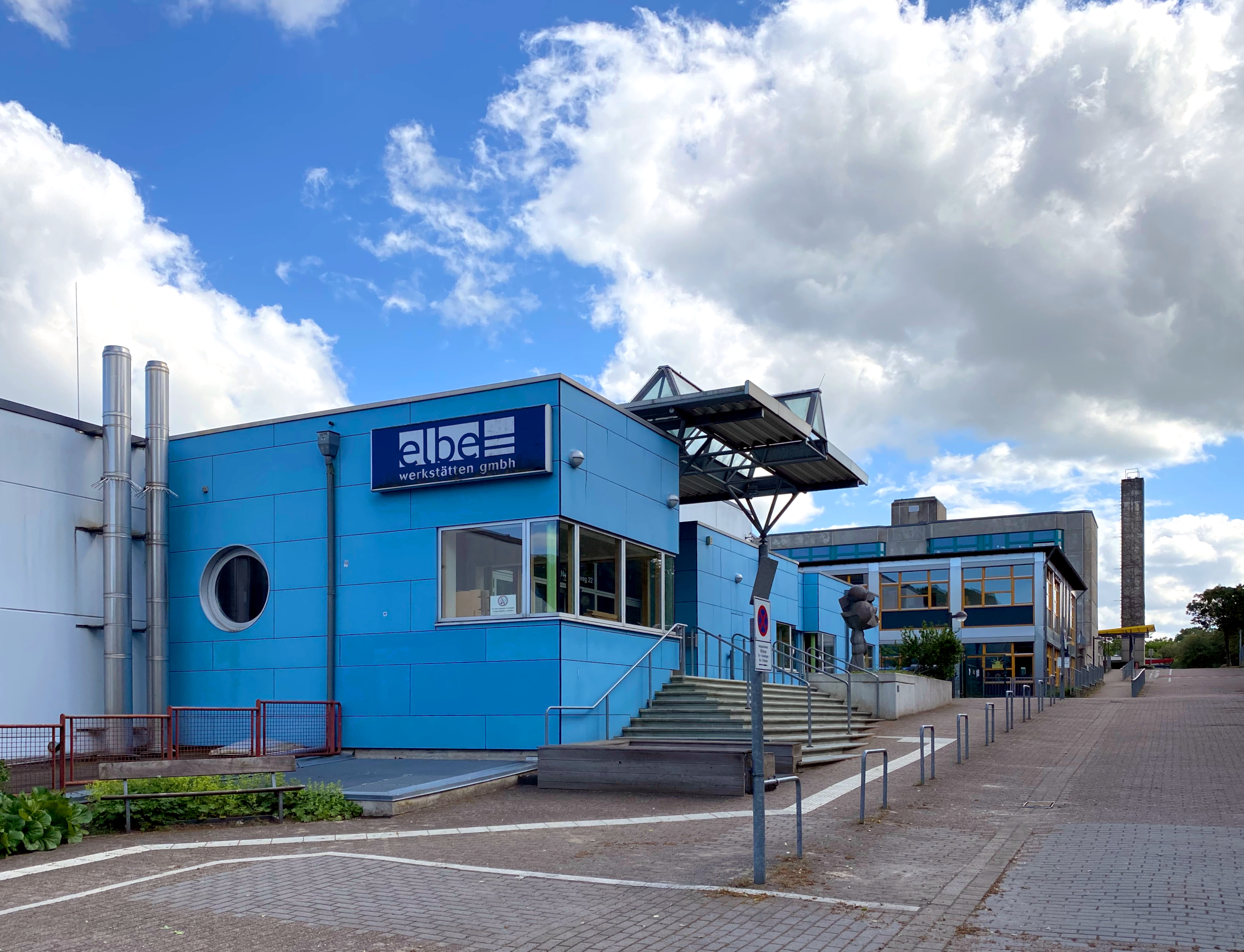
Standort Nymphenweg in Marmstorf

Standorte und Werkstätten sind wie folgt gegliedert (genannt sind jeweils die Hauptstandorte):
- Elbe Nord: Meiendorfer Mühlenweg (Sasel) und Angerburger Straße (Wandsbek)
- Elbe Ost: Rahel-Varnhagen-Weg (Neuallermöhe) und Osterbekstraße 90a (Barmbek-Süd)
- Elbe Süd: Nymphenweg (Marmstorf) und Dubben (Hausbruch), dazu das Kunstatelier „Freistil“
- Elbe West: Friesenweg (Ottensen), dazu Kunstatelier „Galerie der Villa“
- Elbe Mitte: Südring (Winterhude) und Klotzenmoorstieg (Groß Borstel), dazu der „CAP-Supermarkt“ in der Weidestraße (Barmbek-Süd)
- Elbe ReTörn: Behringstraße (Ottensen), Cuxhavener Straße (Hausbruch) und Angerburger Straße (Wandsbek)

## Arbeitsbereiche und Kunden
Zu den Bereichen, in denen Beschäftigte der Elbe-Werkstätten GmbH tätig waren beziehungsweise sind, gehören: Verpackung und Konfektionierung, Elektro und Montage, Gastronomie und CAP-Lebensmittelmarkt, Papier und Digitalisierung, Gartenbau und Dienstleistungen, Holz, Metall und Textil. 
Vertragspartner der Elbe-Werkstätten im Bereich Handwerk, in der Buchbinderei, war Books on Demand. Darüber hinaus arbeite(te)n Beschäftigte des Unternehmens auch für die Beiersdorf AG, Lufthansa Technik AG und das Museum der Arbeit.